# Liste der Monuments historiques in Lignon (Marne)
Die Liste der Monuments historiques in Lignon führt die Monuments historiques in der französischen Gemeinde Lignon auf.

## Liste der Objekte
| Bezeichnung                   | Beschreibung                                                  | Standort                     | Kennzeichnung | Schutzstatus | Datum | Bild |
| ----------------------------- | ------------------------------------------------------------- | ---------------------------- | ------------- | ------------ | ----- | ---- |
| Skulptur Heiliger Remigius    | Holz, farbig gefasst, 18. Jahrhundert                         | in der Kirche St-Remi (Lage) | PM51002305    | Inscrit      | 1975  |      |
| Rechter Seitenaltar           | Altartisch und Retabel; Holz, farbig gefasst, 19. Jahrhundert | in der Kirche St-Remi (Lage) | PM51002308    | Inscrit      | 1975  |      |
| Skulptur Christus in der Rast | Holz, 16. Jahrhundert                                         | in der Kirche St-Remi (Lage) | PM51000511    | Classé       | 1962  |      |
| Skulptur Heiliger Maurus      | Holz, farbig gefasst, 16. Jahrhundert                         | in der Kirche St-Remi (Lage) | PM51002304    | Inscrit      | 1975  |      |
| Gemälde Taufe Christi         | Ölfarbe auf Leinwand, 18. Jahrhundert                         | in der Kirche St-Remi (Lage) | PM51002307    | Inscrit      | 1975  |      |
| Skulptur Heilige Veronika     | Holz, farbig gefasst, 16. Jahrhundert                         | in der Kirche St-Remi (Lage) | PM51002306    | Inscrit      | 1975  |      |